# オスカル・カサス
オスカル・カサス・シエラ（Óscar Casas Sierra, 1998年9月21日 - ）は、スペインの俳優、モデル。
彼はラモン・カサスとハイディ・シエラの息子であり、5人のカサス兄弟の4番目であり、俳優マリオ・カサスはその兄弟の長男。

## フィルモグラフィ

### 映画
- 冬の53日間 (2006)
- 孤児院 (2007)[2]
- アンヘレス S.A. (2007)
- プロジェクト2 (2008)
- 私があなたにキスするから、私にあなたにキスをするように頼まないでください (2008)
- 頭脳流出 (2009)
- イヴァンの夢 (2011)[3]
- プロジェクト時間: ゲーム (2017)
- 私たちが落ちるまで (2018)
- ロドリゲスと来世 (2019)
- グラナダの夜 (2021)
- エクストリーム (2021)
- ホリーブラッド (2022)[4]
- ウィルズ (2022)

### テレビ
- 夏のおばあちゃん (2005)
- レッドイーグル (2009–2016)
- あなただったら (2017)
- それがどのように起こったか教えてください (2018)
- 本能 (2019)
- いつも魔女 (2020)
- ジャガー (2021)